# Гетман всея Украины
Гетман всея Украины (укр. Гетьман всієї України) — должность главы государства и верховного главнокомандующего Украинской державы, существовавшая с 29 апреля по 14 декабря 1918 года. Единственным человеком, носившим титул гетмана всея Украины, был военачальник Павел Скоропадский.

## История

### П. П. Скоропадский как гетман Украинской державы

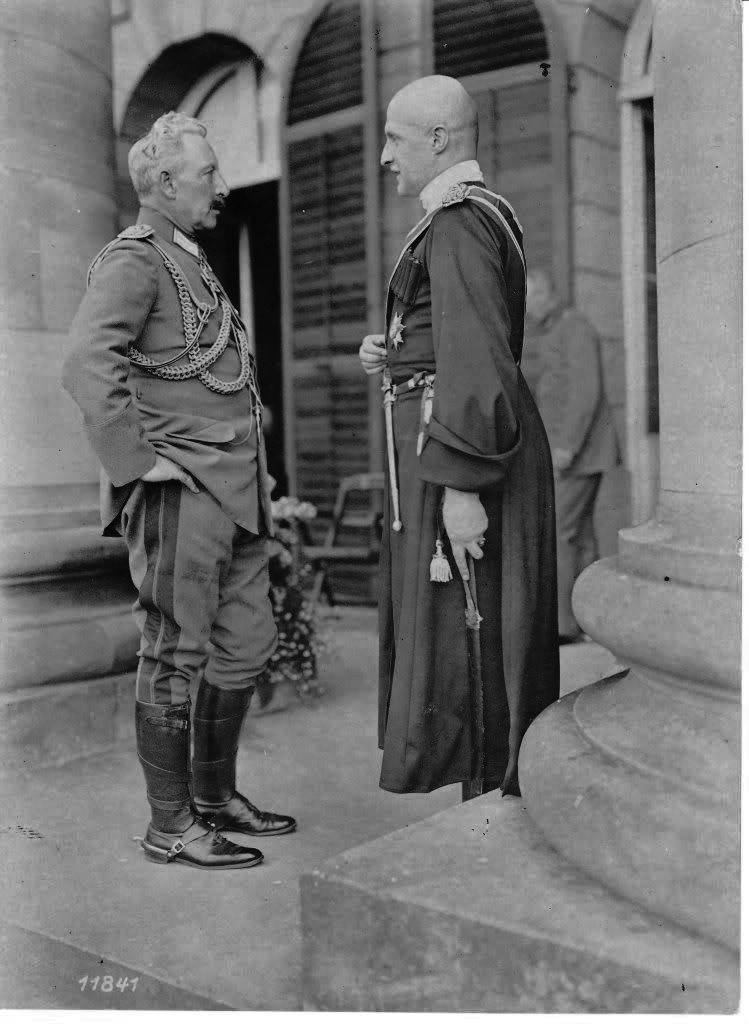
Император Германской империи Вильгельм II (слева) и гетман Скоропадский на встрече в Ставке Верховного командования в Спа в августе 1918 года.

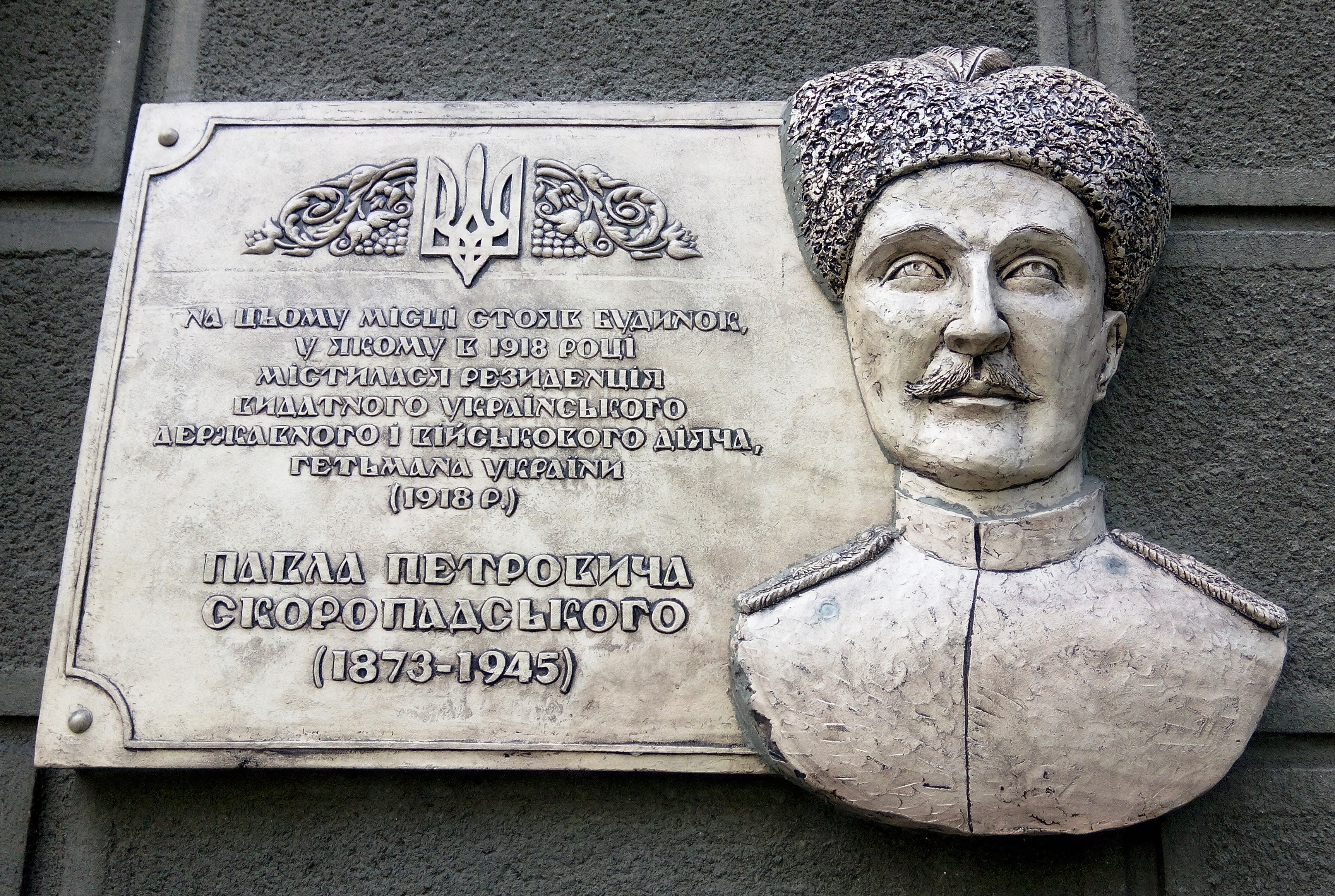
Мемориальная доска Павлу Скоропадскому на улице Институтской 20/8 в Киеве, где находилась резиденция гетмана (открыта 16 июля 2013 года).

29 апреля 1918 года на Всеукраинском съезде хлеборобов (помещиков и крупных крестьянских собственников, около 6500 делегатов) Скоропадский был провозглашён гетманом всея Украины.
Государственный переворот с утверждением власти гетмана совершился почти бескровно. В ночь на 30 апреля под контроль гетманцев перешли все важнейшие правительственные учреждения. В Киеве была распространена подписанная гетманом «Грамота ко всему украинскому народу», в которой говорилось о переходе полномочий главы государства к «гетману всей Украины» Скоропадскому, переименовании УНР в Украинскую державу, формировании исполнительного органа Украинской державы — Рады министров, восстановлении «Права частной собственности как фундамента культуры и цивилизации», объявлении свободы покупки и продажи земли.
Были приняты «Законы о временном государственном устройстве Украины», согласно которым гетман, получавший широкие полномочия во всех сферах, назначал «отамана» (председателя Совета министров), утверждал состав правительства и отправлял его в отставку, выступал высшим должностным лицом во внешнеполитических делах, верховным военачальником, имел право объявлять амнистию, а также военное или особое положение.
Гетман ликвидировал Центральную раду и её учреждения, земельные комитеты, упразднил республику и все революционные реформы. Отныне УНР превращалась в Украинскую державу с полумонархическим авторитарным правлением гетмана — верховного руководителя государства, армии и судебной власти в стране.
Скоропадский опирался в своей деятельности на старое чиновничество и офицерство, крупных землевладельцев (Украинская демократическо-хлеборобская партия и Союз земельных собственников) и буржуазию («Протофис» — Союз представителей промышленности, торговли, финансов, сельского хозяйства).
3 мая был сформирован кабинет министров во главе с премьером Ф. А. Лизогубом — крупным землевладельцем, председателем Полтавского губернского земства. Большинство министерских должностей заняли кадеты, которые поддержали гетманский режим.
К 10 мая были арестованы делегаты Второго всеукраинского крестьянского съезда, а сам съезд был разогнан. Оставшиеся на свободе делегаты призвали крестьян к борьбе против Скоропадского. Первая всеукраинская конференция профсоюзов также вынесла резолюцию против гетмана.
Социалистические партии Украины отказались сотрудничать с новым режимом. После того, как украинский эсер Дмитрий Дорошенко согласился занять пост министра иностранных дел, в газете «Новая Рада» появилось сообщение об исключении его из партии. Гетман запретил созыв партийных съездов УСДРП и УПСР, но они тайно собрались и вынесли антигетманские резолюции. Центром легальной оппозиции гетманскому режиму стали земства.
Май 1918 года был отмечен началом крестьянской войны, вскоре охватившей всю территорию Украины. 3 июня по призыву украинских эсеров вспыхнуло восстание в Звенигородском и Таращанском уездах Киевской губернии. В августе — сентябре германским и гетманским войскам с трудом удалось подавить Звенигородско-Таращанское восстание, но оно перекинулось на новые регионы — Полтавщину, Черниговщину, Екатеринославщину и в Северную Таврию.
В конце мая был сформирован центр легальной оппозиции гетманской власти — Украинский национально-государственный союз (при участии Украинской демократическо-хлеборобской партии, Украинской партии социалистов-федералистов, Украинской партии социалистов-самостийников и Украинской трудовой партии), поначалу ограничивавшийся умеренной критикой режима и правительства, однако с августа, после присоединения к союзу левых социалистов и его переименования в Украинский национальный союз (УНС), эта организация начала превращаться во всё более радикальную.
С конца июня германское командование потребовало от гетмана проведения широких арестов оппозиции и агентов Антанты. 27 июля задержаниям и арестам подверглись бывшие члены Центральной рады Михаил Грушевский, Владимир Винниченко, Николай Порш, Семён Петлюра. 30 июля 1918 года в Киеве группой российских левых эсеров были убиты командующий группой немецких армий на Украине генерал-фельдмаршал фон Эйхгорн и его адъютант.

#### Экономика и социальная сфера
В экономике и социальной сфере правительством Скоропадского были отменены все социалистические преобразования: длительность рабочего дня на промышленных предприятиях была увеличена до 12 часов, стачки и забастовки были запрещены.
Были созданы Государственный и Земельный банки, восстановлена работа железных дорог.
В промышленности сохранялись кризисные тенденции, проявившиеся в конце 1917 — начале 1918 годов. Серьёзную угрозу представляло забастовочное движение, противостояние профсоюзов и организаций промышленников.

#### Аграрный вопрос
Был отменён земельный закон Центральной рады от 31 января 1918 года, созданы Земельные комиссии, в том числе Высшая Земельная комиссия под председательством Скоропадского (октябрь 1918 года) для разрешения земельных споров и разработки проекта земельной реформы.
Восстанавливалось крупное помещичье землевладение, было подтверждено право собственности крестьян на землю с выделением и продажей общинных земель, что должно было способствовать формированию широкого класса средних землевладельцев. В своих мемуарах Павел Петрович Скоропадский приводит целый ряд аспектов, которые очертили физические рамки аграрной реформы, например:
- 54 % украинских крестьян были середняками и владели от 3 до 10 десятинами земли.
- Безземельных или малоземельных крестьян (сельхозугодия менее 3 десятин) имелось около 40 % от всего крестьянства.
- Примитивные методы обработки земли, обусловленные спецификой землевладения (чересполосица), и общей культурно-образовательной отсталостью.
- Низкая урожайность: в 1908—1912 годах украинские селяне собирали с одной десятины 40 — 74 пуда пшеницы, а в то же время во Франции, Англии и Германии этот показатель достигал 105—185 пудов зерна.

Выводы и размышления Павла Петровича, в которых он обосновывал свою запланированную аграрную реформу и связывал её с инвестиционным климатом и инфляционными процессами в стране:
...И здесь я считал, что не демагогическими приемами левых партий и не стоя на точке зрения наших русских и польских панов, точке зрения, отрицающей всякую необходимость в какой бы то ни было уступке в аграрном вопросе, нужно идти, если хочешь действительно принести пользу народу, а только путём известного компромисса, в основание которого должны лечь следующие положения:
Передача всей земли, кроме сахарных плантаций, лесов, земли, необходимой для конских заводов и семенных хозяйств.
Передача за плату. Бесплатная передача не имеет в данном случае никаких серьёзных оснований и просто в высшей степени вредна.
Уплата селянских денег за покупаемую ими землю, наконец, заставит их пустить эти деньги в оборот, что значительно облегчит правительство, давая ему возможность значительно сократить печатание новых [денежных] знаков.

Передача земли не безземельным, а малоземельным селянам. В этом отношении нужно иметь в виду цель - государство, а не жалкую сентиментальность...
Сохранялась государственная хлебная монополия. Против неё был сам гетман Скоропадский, но, как он вспоминал, эту монополию ему навязали немцы. Значительная часть собранного крестьянами урожая подлежала реквизиции, был введён продналог (для выполнения обязательств Украины перед Германией и Австро-Венгрией по Брестскому миру).
Правительства Скоропадского делали ставку на восстановление крупных помещичьих и середняцких хозяйств, в чём были заинтересованы и немецко-австрийские оккупационные власти. Поддерживая гетмана, помещики заявляли, что мелкие крестьянские хозяйства не в состоянии обеспечить крупное товарное производство сельскохозяйственной продукции, как того требовали от Украины разорённые войной Германия и Австро-Венгрия. Последние, в свою очередь, не в состоянии были выполнить своих обязательств по поставке на Украину промышленных товаров и сельскохозяйственного инвентаря. Эти обстоятельства до предела обострили и без того напряжённую политическую и социально-экономическую ситуацию в украинском обществе, а репрессивные действия гетманских карательных отрядов провоцировали население на вооружённое сопротивление.

#### Военная политика

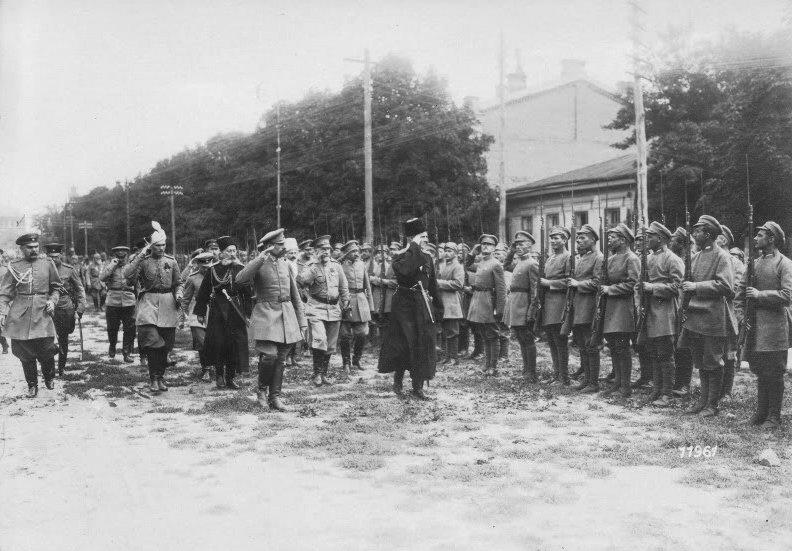
Гетман Скоропадский проводит смотр 1-й казацкой стрелковой дивизии, 1918 год.

24 июля 1918 года Рада министров Украинской державы приняла закон о всеобщей воинской повинности и утвердила план организации армии, подготовленный Генеральным штабом. Численность армии мирного времени планировалось довести до более чем 300 тысяч, при этом фактическая численность вооружённых сил в ноябре 1918 года составляла около 60 тысяч. Пехотные и кавалерийские полки армии Украинской державы были кадрированными и представляли собой переименованные полки бывшей Русской императорской армии, дислоцировавшиеся до 1914 года на Украине и «украинизированные» в 1917 году, ¾ которых возглавлялись прежними командирами. Все должности в армии гетмана занимали русские офицеры и генералы ликвидированной большевиками Революционной армии свободной России (бывшей Русской императорской армии). Часть из них была украинцами,  многие — уроженцами Украины или служившими здесь, но не украинцами по национальности.
На Украине, с разрешения властей, активно формировались и действовали русские добровольческие организации, выступавшие против большевиков, но «за единую и неделимую Россию». К лету 1918 года Украина и особенно Киев представляли собой некий «островок стабильности» и стали центром притяжения для всех спасающихся от большевиков из Петрограда, Москвы и других регионов Российской империи.

#### Национально-культурная политика

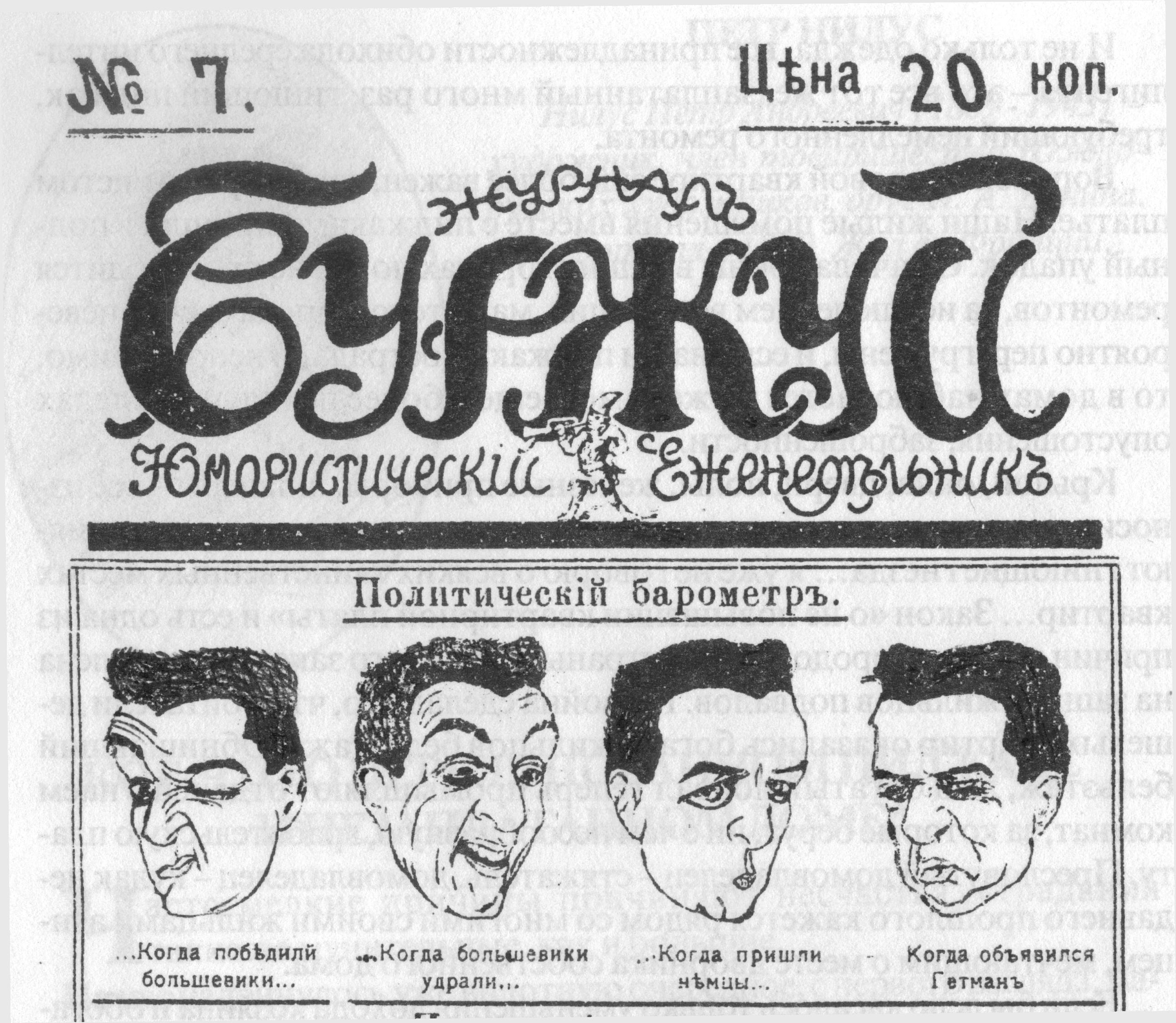
Карикатура: выражение (крайнее справа) лица одессита после прихода к власти П. Скоропадского. Май 1918 г.

При Скоропадском на Украине проводилась политика мягкой поддержки украинского национально-культурного возрождения: открытие новых украинских гимназий, введение украинского языка, украинской истории и украинской географии как обязательных предметов в школе. Были созданы украинские государственные университеты в Киеве и Каменец-Подольском, историко-филологический факультет в Полтаве, Государственный украинский архив, Национальная галерея искусств, Украинский исторический музей, Национальная библиотека Украинской державы, Украинский театр драмы и оперы, Украинская государственная капелла, Украинский симфонический оркестр, Украинская академия наук.

## Поражение гетманского режима
Осенью 1918 года, в связи с явным приближением поражения Центральных держав в войне, Скоропадский начал лавировать и искать пути к сохранению власти и налаживанию союза с Антантой. Гетман пригласил Национальный союз на переговоры по формированию нового правительства «национального доверия». 24 октября был окончательно сформирован новый кабинет министров, в котором Национальный союз, однако, получил лишь четыре портфеля и заявил, что останется в оппозиции к режиму гетманской власти.
14 ноября 1918 года, через несколько дней после известия о Компьенском перемирии, гетман Скоропадский подписал «Грамоту» — манифест, в котором он заявил, что будет отстаивать «давнее могущество и силу Всероссийской державы», и призвал к строительству Всероссийской федерации как первого шага к воссозданию великой России. Манифест означал крах всех усилий украинского национального движения по созданию самостоятельной украинской государственности. Этот документ окончательно оттолкнул от гетмана бо́льшую часть украинских федералистов, украинских военных и интеллигенции. На Украине развернулось антигетманское восстание под руководством Директории УНР. В течение месяца под командованием Семёна Петлюры режим гетманской власти был свергнут повстанцами и перешедшими на сторону Директории гетманскими войсками. 14 декабря 1918 года Скоропадский подписал манифест об отречении от власти и эмигрировал из Киева вместе с уходящими германскими войсками (что достаточно подробно описано в романе «Белая гвардия»).